# Y llegó el día de la venganza
Y llegó el día de la venganza (título original: Behold a Pale Horse) es una película dirigida por Fred Zinnemann en 1964, basada en la novela Killing a mouse on Sunday de Emeric Pressburger. La película narra de forma ficticia los últimos años de vida de Francisco Sabaté Llopart, maquis libertario español. Es la historia de un guerrillero español exiliado en Francia (Gregory Peck) después de la guerra civil española, que regresa a España para visitar a su madre y que, a pesar de los años transcurridos en el extranjero, un guardia civil (Anthony Quinn), no lo ha olvidado y lo persigue hasta las últimas y fatales consecuencias.
Fue prohibido el estreno en España de esta película durante el régimen franquista.

## Trama
Periodo de la guerra civil española; en una columna de refugiados republicanos españoles que cruza la frontera con Francia después de la derrota por parte de las tropas franquistas, se encuentra Manuel Artíguez. Pretende volver al frente pero sus amigos lo paran y lo convencen: "Manuel, ¡la guerra está ya perdida!". 
La historia retorna a veinte años más tarde. Un muchacho (Paco) pregunta a hombre, Pedro, porqué Artíguez ya no realiza sus incursiones de guerrilla contra el franquismo en España. Pedro envía a Paco a Pau para encontrar a Artíguez. Cuando lo encuentra le explica sus deseos de matar al guardia civil Viñolas por haber asesinado a su padre al no haber confesado su paradero exacto: "el refugio del maquis Artíguez". 
Mientras tanto, Viñolas se entera de que la madre de Artíguez está muriéndose y prepara una trampa en el hospital de San Martín para capturar a Artíguez, presumiendo que él la vendrá a ver. Pero la madre de Artíguez muere, justo antes de pedirle a un sacerdote, el Padre Francisco, que advierta a su hijo que no acuda. Viñolas envía igualmente a un falso informador, un antiguo amigo de Artíguez, Carlos con información falsa sobre la muerte: no es cierta pero sí está muy enferma y reclama ver a su hijo. Cuando el sacerdote llega a Pau, donde encuentra el refugio de Artíguez, él se encuentra fuera. El sacerdote informa a Paco sobre la muerte de la madre de Artíguez. Paco en un principio no le da la información a Artíguez pero posteriormente, reconoce a un hombre (Carlos) en la casa de Artíguez como infiltrado de Viñolas, y le cuenta a Artíguez la información traída por el sacerdote. En un intento de aclarar el lío, Artíguez lleva a Paco y a Carlos a Lourdes para encontrar al sacerdote, pero ya no está allí. Dejan a Carlos partir. Sin embargo, en el camino de regreso encuentran al sacerdote y parten los tres hacia la casa de Artíguez. Cuando Carlos vuelve para recoger su mochila, él detecta la trampa, y se escapa. Después de una intensa discusión, Artíguez decide ir a San Martín de todos modos para matar a Viñolas. Una vez en la población, Artíguez descubre a un tirador franquista apostado en la azotea del hospital, lo ataca y mata. Una vez dentro del hospital, consigue matar a algunos policías, pero finalmente, es acribillado a balazos en el hall del hospital y acaba depositado junto a su madre en la morgue.

## Reparto
Gregory Peck como Manuel Artíguez, guerrillero español.
Anthony Quinn como Viñolas, guardia civil.
Omar Sharif como el Padre Francisco, sacerdote.
Raymond Pellegrin como Carlos, amigo de Artíguez, también su traidor.
Paolo Stoppa como Pedro, amigo de Artíguez.
Mildred Dunnock como Pilar Artíguez, madre de Manuel Artíguez.